# Bairoil
Bairoil est une municipalité américaine située dans le comté de Sweetwater au Wyoming.
Lors du recensement de 2010, sa population est de 106 habitants. La municipalité s'étend sur 1,41 milles carrés (3,65 km2).